# JUST DANCE!
「JUST DANCE!」（ジャスト ダンス）は、Travis Japanによるデビューシングル。2022年10月28日にアメリカ合衆国のキャピトル・レコードおよび日本のユニバーサル ミュージック ジャパンから発売された。

## 概要
「JUST DANCE!」はジャニーズ事務所所属のTravis Japanのデビューシングル。同事務所にとって初となる配信デビューとなった。

### プロモーション
2022年10月14日よりプレオーダーを開始。iTunes Musicにてプレオーダーをし、キャンペーン期間内にキャンペーンサイトに応募すると、全19ページのオリジナルデジタルブックレットがプレゼントされた。また、オリジナルシングルとリミックスバージョン2曲、合計3曲を購入した購入者がキャンペーン期間内にキャンペーンサイトに応募すると、応募者全員がオンラインイベントに招待された。

## チャート成績
日本の「オリコン週間デジタルシングル（単曲）ランキング」では、10月28日の配信開始から3日間で66,716ダウンロードを記録し、2022年11月2日発表の最新「オリコン週間デジタルシングル（単曲）ランキング」で初登場1位を獲得した。
アメリカ合衆国の「Billboard Global Excluding US」では、11月12日付のランキングで初登場5位を獲得した。日本人アーティストでデビュー曲がランクインしたのは初。
ミュージックビデオがYouTubeに公開後1週間で、1027万回再生を記録した。

## 収録曲
1. JUST DANCE!
作詞：Stephen Ellrod・Sam Bergeson・Tim Riehm、作曲：Erik Madrid、編曲：クリス・ゲーリンガー（英語版）[12]
プロデュース：Sam Bergeson[13]

### リミックス・バージョン
- JUST DANCE! (tofubeats Remix)
リミックス・エンジニア：tofubeats[14]
- JUST DANCE! (Yaffle Remix)
リミックス・エンジニア：Yaffle[14]

## ミュージックビデオ
- 監督：Gil Green[15]
- 振り付け：Nicky Andersen[15]

韓国のアイドルグループBTSも手掛けるニッキー・アンダーソンが担当。振付には最初と最後の動きには虎の爪の手が入り、グループの象徴となるような振り付けになっている。アンダーソンは「振りを覚えるスピードが別次元に早くてビックリした」とメンバーを絶賛した。
- 撮影場所：ロサンゼルス・ベニスビーチ[15][16]
- 撮影時間：約10時間[15]
- コンセプト：踊ることへの”衝動”や”喜び”、ステージに立てたことをシンプルに”喜び””楽しむ”[15]。
- 45人のエキストラとともに、虎や富士山が描かれた壁画をバックに撮影[16]。またグリーン監督は「彼らの夢をストリートパフォーマーの日常を舞台にしたシナリオで再現した。このビデオは、良いバイブス、日本とアメリカの文化の融合、そしてダンスを祝福するものになる」と語った[16]。